# Клидион (Сере)
Клидион (греч. Κλειδίον ή Κλειδί — «ключ») — бывшая деревня в Греции. Расположена на склоне горы Ангистрон, у высоты 322 м, на левом берегу реки Стримон, которая у деревни выходит из Санданско-Петрической котловины в узкое скалистое Рупельское ущелье. Клидион находится к югу от деревни Промахон, к северу от городов Сере и Сидирокастрон, у государственной границы с Болгарией. Рядом с деревней находится пограничный контрольно-пропускной пункт Кулата — Промахон. Административно относится к сообществу Промахон в общине Синдики в периферийной единице Сере в периферии Центральная Македония.

## История
До 1926 года (ΦΕΚ 55Α) деревня называлась Рупель (Ρούπελ), затем была переименована в Клидион. Новое название деревня получила от деревни Клидион, ныне Ключ в Болгарии, места сражения между войсками византийского императора Василия II Болгаробойцы и болгарского царя Самуила 29 июля 1014 года.
Болгарская деревня Рупель в период османского владычества относилась к Демирхисарской казе Сересского санджака. В книге «Этнография Адрианопольского, Монастирского и Салоникского вилайетов» (Ethnographie des Vilayets d'Andrinople, de Monastir et de Salonique), изданной в Константинополе в 1878 году указанно, что в 1873 году в деревне было 224 домохозяйства, проживало 100 мусульман и 600 болгар. Согласно статистике Васила Кынчова , приведённой в книге «Македония. Этнография и статистика», в 1900 году в Рупеле жило 280 болгар.
По данным регистратора экзархата Димитара Мишева в книге «Македония и её христианское население» (La Macédoine et sa Population Chrétienne) в 1905 году в Рупеле жило 320 болгар под верховенством Болгарского экзархата, была болгарская школа с одним учителем и 14 учениками.
В начале Первой Балканской Войны в 1912 году два жителя Рупеля были добровольцами в Македонско-одринском ополчении. Во время Первой Балканской войны деревня была занята седьмой пехотной рильской дивизией болгарской армии, но в ходе Второй Балканской войны перешла к Греции. Болгарское население покинуло деревню, после Малоазийской катастрофы и греко-турецкого обмена населением деревню заселили беженцы. По переписи 1928 года в деревне было 3 домохозяйства и 8 человек населения.
Крепость Рупель занимала важное стратегическое положение и имела огромное значение во время Первой мировой войны. По тайному соглашению 15 (28) мая 1916 года греческое правительство Скулудиса передало крепость германо-болгарской армии. Передача Рупеля возмутила Антанту, которая ввела осадное положение в Салониках. Великобритания устроила морскую блокаду Греции. Разгромными статьями ответила и французская печать. Правительство Скулудиса ушло в отставку 8 (21) июня. Новое правительство сформировал Александр Заимис, расположенный более дружественно к Антанте. В июне 1917 года прогермански настроенный король Греции Константин I под давлением Антанты отрёкся от престола.
В деревне находятся пограничная застава и форт Рупель, частично открытый для посетителей в качестве военно-исторического музея. Форт Рупель построен в 1930-х годах и являлся частью Линии Метаксаса. Во время Второй мировой войны в апреле 1941 года у форта Рупель состоялось крупное сражение.
В марте 2020 года греческое правительство решило создать закрытый центр временного размещения беженцев «Клиди», что вызвало протест жителей и некоторых членов муниципального совета Синдики. В отставку подала президент совета Султана Роди (Σουλτάνα Ρόδη). Димарх Фотиос Домухцидис (Φώτιος Δομουχτσίδης) и лидеры оппозиции дали согласие, за что министр по делам миграции и убежища Греции Панайотис (Нотис) Митаракис поставил их в пример членам муниципальных советов Эгейских островов. Синдики посетил евродепутат Кириакос Велопулос, лидер националистической партии «Греческое решение», который поддержал жителей и упомянул предложение своей партии отправлять прибывающих беженцев на необитаемые острова.